# Dova DV-1 Skylark
Dova DV-1 Skylark – dwumiejscowy sportowy samolot ultralekki przeznaczony do lotów ekonomicznych produkowany przez czeską firmę DOVA Aircraft. Konstrukcja metalowa w układzie dolnopłata z oszkloną kabiną.

## Projekt
DV-1 został zaprojektowany zgodnie z przepisami Międzynarodowej Federacji Lotniczej w zakresie mikrolotów i amerykańskimi przepisami dotyczącymi lekkich samolotów sportowych. Dolnopłat z usterzeniem w kształcie litery T, kokpit z dwoma siedzeniami obok siebie, stałe podwozie trójkołowe z osłonami na koła, pojedynczy silnik.